# Кольхаазе, Вольфганг
Во́льфганг Ко́льхаазе (нем. Wolfgang Kohlhaase; 13 марта 1931, Берлин, Германия — 5 октября 2022, там же) — немецкий сценарист, драматург и режиссёр. Член Академии искусств ГДР.

## Биография
Родился 13 марта 1931 года в Берлине в семье машиниста Карла Кольхаазе и его жены Шарлотты. Вырос в Адлерсхофе и учился в начальной и средней школе. Ещё в школе начал писать, в 1947 году стал волонтёром и редактором молодёжного журнала «Старт». Писал рассказы и портреты. Экземпляр «Старта» со статьей начинающего автора попал в советский лагерь для военнопленных, в котором находился его отец. Это повысило репутацию Кольхаазе-старшего в глазах администрации лагеря, он получил дополнительный паек и более легкую работу и, таким образом, смог выжить. Позже Кольхаазе-младший стал сотрудником газеты Союза свободной немецкой молодёжи «Junge Welt». С 1950 по 1952 год работал ассистентом драматургии на студии DEFA в Потсдаме-Бабельсберге. С 1952 года – сценарист и писатель.
В своих первых киносценариях Кольхаазе ориентировался на стиль итальянского неореализма. Социальная драма «Берлин, угол Шёнхаузер» (1956/57), поставленная его другом Герхардом Кляйном, была официально обвинена в «слишком больших уступках» неореализму и слишком негативном взгляде. В 1965 году их совместный кинопроект «Берлин за углом» был приостановлен и запрещён в соответствии с решением 11-го пленума ЦК СЕПГ. В этом фильме главной площадкой была фабрика, на которой отец Кольхаазе работал слесарем. Кольхаазе временно переключился на чисто писательский труд. С конца 1960-х годов работал с режиссёром Конрадом Вольфом. В результате их совместной работы появилось несколько фильмов, получивших международные награды, в том числе «Мне было девятнадцать» (1968) и «Соло Санни» (1980).
После объединения Германии в 1990 году Кольхаазе продолжил работу в кино. Среди прочего, вместе с Фолькером Шлёндорфом написал сценарий фильма «Тишина после выстрела» (2000) о жизни членов Фракции Красной армии в ГДР. На рубеже тысячелетий трижды работал с режиссёром Андреасом Дрезеном — «Лето на балконе» (2005), «Виски с водкой» (2009), «Когда мы мечтали» (2015). Что он особенно ценит в Дрезене, так это его «дружелюбный», «почти ласковый» способ видения и обращения с актёрами и их персонажами. Дрезен, в свою очередь, подтвердил, что он и Кольхаазе придерживаются одного и того же «взгляда на мир и людей». Искусство Кольхаазе всегда связано с партнёрством и дружбой.
По случаю присуждения Золотого медведя за вклад в кинематограф на Берлинале 2010 года жюри высоко оценило «чувство подлинности в его персонажах и рассказах, его лаконичный, очень экономный язык и тонкую иронию». 8 апреля 2011 года Кольхаазе получил также премию Немецкой киноакадемии «Лола» за вклад в кинематограф. В своей благодарственной речи он сказал: «Я не только рад, но и воодушевлен. А это необходимо в любом возрасте».
Был женат на танцовщице и хореографе Эмёке Пёстеньи.

## Избранная фильмография

### Сценарист
- 1953 — Нарушители спокойствия / Die Storenfriede (с Хансом Кубишем)
- 1954 — Тревога в цирке / Alarm im Zirkus (с Хансом Кубишем)
- 1956 — Берлинский романс / Eine Berliner Romanze (в советском прокате — «Берлинский роман»)
- 1957 — Берлин, угол Шёнхаузер / Berlin — Ecke Schonhauser…(с Герхард Кляйн[нем.])
- 1960 — Безмолвная звезда / Der schweigende Stern (с Гюнтером Райшем и Гюнтером Рюккером по роману Станислава Лема «Астронавты»)
- 1961 — Происшествие в Гляйвице / Der Fall Gleiwitz (с Гюнтером Рюккером)
- 1968 — Мне было девятнадцать / Ich war neunzehn (с Конрадом Вольфом)
- 1972 — Дело об убийстве Церник / Leichensache Zernik
- 1973 — Голый на стадионе / Der nackte Mann auf dem Sportplatz
- 1976 — Мама, я жив / Mama, ich lebe
- 1976 — Свет на виселице / Das Licht auf dem Galgen
- 1978 — Переход / Der Übergang (с Орландо Луббертом[нем.])
- 1978 — Поджигай, едет пожарная машина / Zünd an, es kommt die Feuerwehr (с Райнером Зимоном и Манфредом Вольтером[нем.])
- 1979 — Соло Санни / Solo Sunny
- 1983 — Остановка в пути / Der Aufenthalt (по Герману Канту)
- 1984 — Вариант Грюнштейна / Die Grünstein-Variante
- 1988 — Взлом / Der Bruch
- 1990 — Похороны графини / Begräbnis einer Gräfin (c Доротеей Дан)
- 1999 — Тишина после выстрела / Die Stille nach dem Schuss (с Фолькером Шлёндорфом в российском прокате «Легенды Риты»)
- 2005 — Лето на балконе / Sommer vorm Balkon
- 2009 — Виски с водкой / Whisky mit Wodka
- 2009 — Дом и ребёнок / Haus und Kind (ТВ)
- 2011 — Я позвоню тебе / I Phone You
- 2012 — Гвоздь в гроб / Nagel zum Sarg (короткометражный, с Филиппом Дерингом[нем.])
- 2015 — Когда мы мечтали /Als wir träumten (c Клеменсом Мейером)
- 2017 — Когда убывает день / In Zeiten des abnehmenden Lichts

### Режиссёр
- 1979 — Соло Санни / Solo Sunny (совместно с Конрадом Вольфом)
- 1992 — Инге, апрель и май / Inge, April und Mai  (совместно с Габриелой Денекке)
- 1998 — Виктор Клемперер — Моя жизнь так греховно длинна / Victor Klemperer – Mein Leben ist so sündhaft lang (совместно с Ульрихом Кастеном)

## Награды
- 1954 — Национальная премия ГДР
- 1968 — Национальная премия ГДР
- 1977 — Национальная премия ГДР
- 1981 — Орден «Знамя Труда»
- 1983 — Премия имени Генриха Грайфа
- 2011 — Орден Заслуг (Бранденбург)[9].